# Promozione Marche 1953-1954
La Promozione fu il massimo campionato regionale di calcio disputato nelle Marche nella stagione 1953-1954.
A ciascun girone, che garantiva al suo vincitore la promozione in IV Serie a condizione di soddisfare le condizioni economiche richieste dai regolamenti, partecipavano sedici squadre, ed era prevista la retrocessione delle quattro peggio piazzate, anche se erano possibili aggiustamenti automatici per ripartire fra le appropriate sedi locali le squadre discendenti dalla IV Serie.
Questo è il campionato organizzato dalla Lega Regionale Marchigiana avente sede ad Ancona.

## Girone unico

### Squadre partecipanti
| Squadra                      | Città                          | Stagione precedente |
| ---------------------------- | ------------------------------ | ------------------- |
| S.P. Alma Juventus           | Fano (PS)                      |                     |
| G.S. Cantieri Navali Riuniti | Ancona                         |                     |
| S.S. Ennio Passamonti        | Camerino (MC)                  |                     |
| U.S. Falco                   | Acqualagna (PS)                |                     |
| A.S. Falconarese             | Falconara Marittima (AN)       |                     |
| S.S. Ferris                  | Ancona                         |                     |
| A.S. Jesi                    | Jesi (AN)                      |                     |
| S.S. Maceratese              | Macerata                       |                     |
| S.S. Moie                    | Moie di Maiolati Spontini (AN) |                     |
| U.S. Pergolese               | Pergola (PS)                   |                     |
| U.S. Portocivitanovese       | Civitanova Marche (MC)         |                     |
| S.S. Portorecanati           | Porto Recanati (MC)            |                     |
| S.S. Pro Calcio              | Ascoli Piceno                  |                     |
| U.S. Recanatese              | Recanati (MC)                  |                     |
| S.S. Robur                   | Grottammare (AP)               |                     |
| A.S. San Crispino            | Porto Sant'Elpidio (AP)        |                     |
| U.S. Tolentino               | Tolentino (MC)                 |                     |

### Classifica finale
|  | Pos. | Squadra                 | Pt | G  | V  | N  | P  | GF | GS  | DR  |
|  | ---- | ----------------------- | -- | -- | -- | -- | -- | -- | --- | --- |
|  | 1.   | Jesi                    | 53 | 32 | 24 | 5  | 3  | 78 | 24  | +54 |
|  | 2.   | Portorecanati           | 49 | 32 | 23 | 3  | 6  | 77 | 37  | +40 |
|  | 3.   | Maceratese              | 43 | 32 | 19 | 5  | 8  | 81 | 49  | +32 |
|  | 4.   | Portocivitanovese       | 37 | 32 | 13 | 11 | 8  | 52 | 41  | +11 |
|  | 5.   | Alma Juventus           | 36 | 32 | 15 | 6  | 11 | 57 | 47  | +10 |
|  | 6.   | Falco                   | 33 | 32 | 14 | 5  | 13 | 52 | 45  | +7  |
|  | 6.   | Tolentino               | 33 | 32 | 14 | 5  | 13 | 53 | 50  | +3  |
|  | 6.   | Recanatese              | 33 | 32 | 13 | 7  | 12 | 46 | 52  | -6  |
|  | 9.   | Robur Grottammare       | 32 | 32 | 14 | 4  | 14 | 49 | 51  | -2  |
|  | 10.  | Pro Calcio Ascoli       | 31 | 32 | 10 | 11 | 11 | 54 | 55  | -1  |
|  | 10.  | Pergolese               | 31 | 32 | 13 | 5  | 14 | 50 | 51  | -1  |
|  | 12.  | San Crispino            | 30 | 32 | 12 | 6  | 14 | 43 | 53  | -10 |
|  | 13.  | Falconarese             | 29 | 32 | 11 | 7  | 14 | 48 | 49  | -1  |
|  | 14.  | Moie                    | 27 | 32 | 10 | 7  | 15 | 37 | 42  | -5  |
|  | 14.  | Ennio Passamonti        | 27 | 32 | 11 | 5  | 16 | 45 | 58  | -13 |
|  | 16.  | Ferris                  | 14 | 32 | 5  | 4  | 23 | 26 | 69  | -43 |
|  | 17.  | Cantieri Navali Riuniti | 6  | 32 | 3  | 0  | 29 | 22 | 108 | -86 |

Legenda:
      Promosso in IV Serie 1954-1955.
      Retrocesso in Prima Divisione 1954-1955.
Regolamento:
Due punti a vittoria, uno a pareggio, zero a sconfitta.
Pari merito in caso di pari punti.
In caso di pari punti in zona promozione/finali era necessario uno spareggio in campo neutro.
Note:
Diversi errori presenti nei dettagli delle reti fatte/subite (totali che non quadrano).